# نیم دلار صدساله کلیولند

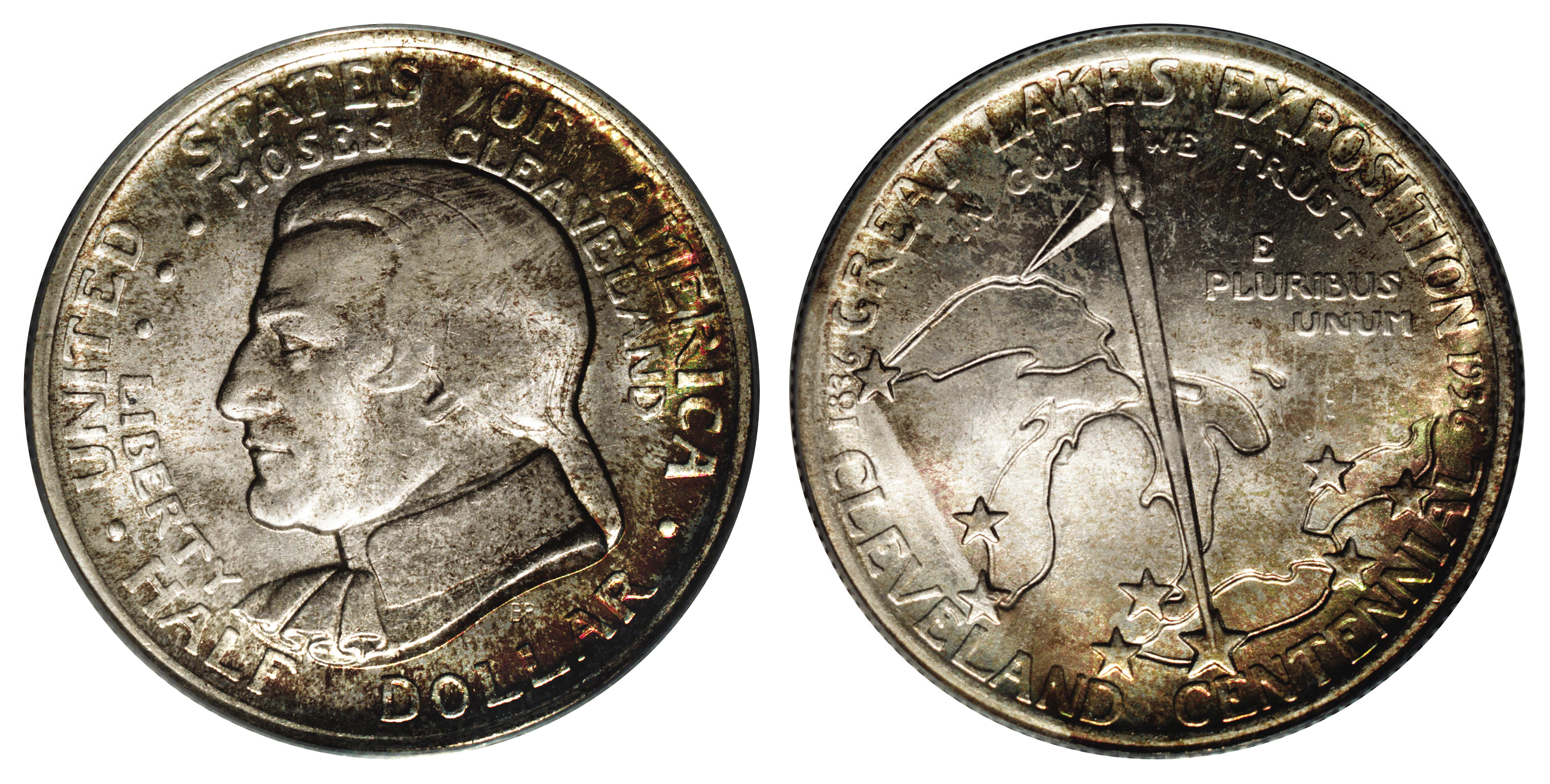

نیم دلار صدساله کلیولند (به انگلیسی: Cleveland Centennial half dollar) یک یادبود نیم دلار ایالات متحده است که در ضرابخانه فیلادلفیا در سال‌های ۱۹۳۶ و ۱۹۳۷ میلادی ضرب شد. 
در اواسط دهه ۱۹۳۰، ارزش سکه های یادبود رو به افزایش بود و تاجر سینسیناتی، توماس جی. ملیش، یک مجموعه دار سکه، با کنگره مشورت کرد تا چندین نوع جدید را که او تنها توزیع کننده آنها باشد، مجوز دهند. برندا پاتنام سکه کلیولند را طراحی کرد که پس از پیشنهاد لی لاوری، مجسمه‌ساز، توسط کمیسیون هنرهای زیبا تأیید شد.
ملیش سکه های کلیولند را از طریق نمایشگاه، در بانک های محلی و با سفارش پستی از دفتر خود در سینسیناتی توزیع کرد. فروش خوب بود و ۵۰۰۰۰ قطعه ضرب شد. کنگره برای محدود کردن سود بیش از حد، تدابیری را در قانون درج کرده بود اگرچه برخی از سکه هایی که در سال ۱۹۳۷ ضرب شدند، تاریخ‌شان تغییری نکرد.

## طرح سکه
روی نقشه: پرتره موزز کلیولند
پشت نقشه: نقشه دریاچه‌های بزرگ با شهرهایی که با ستاره‌ها مشخص شده‌اند و با نقطه قطب‌نما که کلیولند را مشخص کرده‌است

## مشخصات
- ارزش ۵۰ سنت (۰٫۵۰ دلار آمریکا)
- جرم ۱۲٫۵ گرم
- قطر ۳۰٫۶۱ میلی‌متر (۱٫۲۰ اینچ)
- ضخامت ۲٫۱۵ میلی‌متر (۰٫۰۸ اینچ)
- لبه: دندانه دار
- ترکیب بندی:

۹۰٫۰٪ نقره
۱۰٫۰٪ مس
- سالهای ضرب ۱۹۳۶–۱۹۳۷، اگرچه همه آنها مربوط به سال ۱۹۳۶ هستند.

ضرب ۵۰۰۳۰ شامل ۳۰ سکه برای کمیسیون سنجش
- علامت‌های ضرابخانه هیچ، همه در ضرابخانه فیلادلفیا بدون علامت ضرابخانه زده شده‌اند.